# Cube Entertainment
La Cube Entertainment è un'etichetta discografica k-pop sudcoreana, fondata nel 2006 come casa discografica.

## Storia
Cube Entertainment, con il nome di Playcube Inc., è stata fondata nel 2006 da Hong Seung-sung (conosciuto anche come Simon Hong), ex-presidente di JYP Entertainment, e da Shin Jung-hwa (Monica Shin). A causa della precedente occupazione di Hong, Cube è talvolta scambiata per una società controllata dalla JYP Entertainment. A Cube Entertainment, fondata nel 2011, fu la prima controllata della società; nel novembre 2015 fu assorbita da Loen Entertainment e cambiò nome in Plan A Entertainment.
Nell'agosto 2014, Cube DC venne assorbita dalla compagnia madre, Cube Entertainment.

## Artisti
Tutti gli artisti sotto Cube Entertainment sono collettivamente chiamati United Cube.

### Gruppi musicali
- BtoB
- Pentagon
- (G)I-dle
- Lightsum

### Solisti
- Jang Hyun-seung
- Jung Il-hoon
- Jo Kwon
- Lee Chang-sub
- Peniel Shin
- Lee Min-hyuk
- Im Hyun-sik
- Yook Sung-jae
- Seo Eun-kwang
- Jeon So-yeon
- Yoo Seon-ho

### Attori
- Na In-woo
- Yook Sung-jae
- Jung Il-hoon
- Lee Min-hyuk
- Yeo One
- Hongseok
- Kwon Eun-bin
- Shin Yu-jin
- Yoo Seon-ho
- Yu Bin
- Han Cho-won
- Choi Yu-jin
- Yan An
- Park Sun-young
- Cho Mi-yeon

### Modelli
- Moon Su-inn

## Ex-artisti
- M4M (2013–2015)
- Oh Ye-ri (2013–2015)
- Rain (2013–2015)[3]
- 4Minute (2009–2016)
  - Nam Ji-hyun (2009–2016)
  - Heo Ga-yoon (2009–2016)
  - Jeon Ji-yoon (2009–2016)
  - Kwon So-hyun (2009–2016)
  - Kim Hyun-ah (2009–2018)
- Beast (2009–2016)
  - Yoon Doo-joon (2009–2016)
  - Yang Yo-seob (2009–2016)
  - Lee Gi-kwang (2009–2016)
  - Son Dong-woon (2009–2016)
  - Yong Jun-hyung (2009–2016)
  - Jang Hyun-seung (2009–2021)
- G.NA (2010–2016)
- Roh Ji-hoon (2011–2017)
- Shin Ji-hoon (2013–2017)
- Park Min-ha (2015–2017)
- Seo Woo (2016–2017)
- Choi Daehoon (2016–2017)
- Kim Kiri (2012–2018)
- Trouble Maker
  - Hyuna (2009–2018)
  - Jang Hyun-seung (2009–2021)
- Triple H
  - Hyuna (2009–2018)
  - E'Dawn (2016–2018)
- CLC (2015–2022)[4]
  - Elkie (2016–2021)[5]
  - Sorn (2015–2021)[6]
  - Seungyeon (2015–2022)
  - Yeeun (2015–2022)
- Pentagon
  - E'Dawn (2016–2018)
- Jo Woo-chan (2017–2019)
- A Train To Autumn (2018–2020)
- Lai Kuan-lin
- Lightsum
  - Jian (2021–2022)
  - Huiyeon (2021–2022)